# Rory McCann
Rory Philip McCann (Glasgow, 1969. április 24. –) skót színész. 
Legismertebb alakítása Sandor Clegane a HBO Trónok harca című fantasysorozatában. Szerepelt a Vaskabátok (2007) és a Jumanji – A következő szint (2019) című filmekben, továbbá szinkronszínészként a Transformers: FöldSzikra című animációs sorozatban is.

## Filmográfia

### Film
| Év   | Magyar cím                      | Eredeti cím                | Szerep               | Magyar hang      |
| ---- | ------------------------------- | -------------------------- | -------------------- | ---------------- |
| 2000 |                                 | Pasty Faces                | Goon                 |                  |
| 2003 | Young Adam                      | Young Adam                 | Sam                  |                  |
| 2003 |                                 | The Devil's Tattoo         | Eric                 |                  |
| 2004 | Nagy Sándor, a hódító           | Alexander                  | Kraterosz            | Laklóth Aladár   |
| 2005 | Beowulf — A hős és a szörnyeteg | Beowulf & Grendel          | Breca                | Sörös Sándor     |
| 2006 | 66                              | Sixty Six                  | rendőr               |                  |
| 2007 | Vaskabátok                      | Hot Fuzz                   | Michael Armstrong    |                  |
| 2008 |                                 | The Crew                   | Moby                 |                  |
| 2009 | Solomon Kane                    | Solomon Kane               | McNess               | Bicskey Lukács   |
| 2010 | A titánok harca                 | Clash of the Titans        | Belo                 |                  |
| 2011 | Boszorkányvadászat              | Season of the Witch        | parancsnok           |                  |
| 2015 |                                 | Slow West                  | John Ross            |                  |
| 2017 | xXx: Újra akcióban              | XXX: Return of Xander Cage | Tennyson "The Torch" | Csuja Imre       |
| 2019 | Jumanji – A következő szint     | Jumanji: The Next Level    | Brutális Jürgen      | Schneider Zoltán |
| 2023 |                                 | Jackdaw                    | Armstrong            |                  |
| 2024 | Gladiátor II.                   | Gladiator II               | Tegula tábornok      | Ficzere Béla     |

### Televízió
| Év        | Magyar cím                | Eredeti cím               | Szerep                      | Megjegyzés                                             |
| --------- | ------------------------- | ------------------------- | --------------------------- | ------------------------------------------------------ |
| 1999      |                           | Coming Soon               | Fergus                      | tévéfilm                                               |
| 2000      |                           | Randall & Hopkirk         | kidobó                      | 1 epizód                                               |
| 2000      |                           | Monarch of the Glen       | Roger                       | 1 epizód                                               |
| 2002      |                           | London's Burning          | Keith                       | 1 epizód                                               |
| 2002–2003 |                           | The Book Group            | Kenny McLeod                | főszereplő (12 epizód)                                 |
| 2003      | Államérdek                | State of Play             | Stuart Brown                | 1 epizód                                               |
| 2003      |                           | Peter in Paradise         | I. Péter orosz cár          | tévéfilm                                               |
| 2003      |                           | Rockface                  | Adam                        | 6 epizód                                               |
| 2006      |                           | Shameless                 | Critchon atya               | 2 epizód                                               |
| 2008      |                           | Heroes and Villains       | Attila hun király           | dokumentumsorozat (1 epizód)                           |
| 2011      |                           | The Jury                  | Derek Hatch                 | 5 epizód                                               |
| 2011—2019 | Trónok harca              | Game of Thrones           | Sandor "Véreb" Clegane      | - főszereplő (38 epizód) - magyar hangja Bácskai János |
| 2015      |                           | Banished                  | Marston                     | főszereplő (4 epizód)                                  |
| 2021      | A Baker Street-i vagányok | The Irregulars            | Arthur "Madáridomár" Hilton | 2 epizód magyar hangja Koncz István                    |
| 2022      | A Vox Machina legendája   | The Legend of Vox Machina | Duke Vedmire (hangja)       | 3 epizód                                               |
| 2022      | Transformers: FöldSzikra  | Transformers: EarthSpark  | Megatron (hangja)           | főszereplő (6 epizód) magyar hangja Borbiczki Ferenc   |
| 2024      | Knuckles                  | Knuckles                  | A vevő                      | 3 epizód magyar hangja Törköly Levente                 |